# Загужени (Караш-Северин)
Загужени (рум. Zăgujeni) насеље је у Румунији у округу Караш-Северин у општини Константин Даиковичу. Oпштина се налази на надморској висини од 185 m.

## Прошлост
По "Румунској енциклопедији" место се први пут помиње 1532. године. Ту је 1717. године пописано 30 домова. Православни храм је грађен 1851. године.
Аустријски царски ревизор Ерлер је 1774. године констатовао да место "Загушен" припада Букошничком округу, Карансебешког дистрикта. Становништво је било претежно влашко.

## Становништво
Према подацима из 2002. године у насељу је живело 565 становника.

### Попис2002.
| Расподела становништва по националности 2002.‍ | Расподела становништва по националности 2002.‍ | Расподела становништва по националности 2002.‍ | Расподела становништва по националности 2002.‍ | Расподела становништва по националности 2002.‍ |
| --------------------------------------------- | --------------------------------------------- | --------------------------------------------- | --------------------------------------------- | --------------------------------------------- |
|                                               |                                               |                                               |                                               |                                               |
| Румуни                                        | Румуни                                        |                                               | 543                                           | 96,6%                                         |
| Роми                                          | Роми                                          |                                               | 8                                             | 1,4%                                          |
| Украјинци                                     | Украјинци                                     |                                               | 11                                            | 2,0%                                          |